# Cao Ngọc Phương Trịnh
Cao Ngọc Phương Trịnh (ur. 4 sierpnia 1972) – wietnamska judoczka. Olimpijka z Atlanty 1996, gdzie zajęła piętnaste miejsce w wadze ekstralekkiej.
Uczestniczka mistrzostw świata w 1995. Brązowa medalistka igrzysk frankofońskich w 1994 roku.

## Letnie Igrzyska Olimpijskie 1996
| Konkurencja | Eliminacje                  | Klas. końcowa |
| Konkurencja | Przeciwnik I                | Miejsce       |
| ----------- | --------------------------- | ------------- |
| 48 kg       | Sarah Nichilo-Rosso (FRA) P | 15.           |